# Huimin, Binzhou
Huimin, tidigare romaniserat Hweimin, är ett härad som lyder under  Binzhous stad på prefekturnivå i Shandong-provinsen i norra Kina. Det ligger omkring 98 kilometer nordost om provinshuvudstaden Jinan.
Före 1992 var Huimin (Huiimin Diqu) också namnet på det område, som idag är Binzhous stad på prefekturnivå. 